# Ilian Stoyanov
Ilian Stoyanov (sinh ngày 20 tháng 1 năm 1977) là một cầu thủ bóng đá người Bulgaria.

## Đội tuyển bóng đá quốc gia Bulgaria
Ilian Stoyanov thi đấu cho đội tuyển bóng đá quốc gia Bulgaria từ năm 1998 đến 2010.

## Thống kê sự nghiệp
| Đội tuyển bóng đá Bulgaria | Đội tuyển bóng đá Bulgaria | Đội tuyển bóng đá Bulgaria |
| Năm                        | Trận                       | Bàn                        |
| -------------------------- | -------------------------- | -------------------------- |
| 1998                       | 2                          | 0                          |
| 1999                       | 5                          | 0                          |
| 2000                       | 4                          | 0                          |
| 2001                       | 2                          | 0                          |
| 2002                       | 1                          | 0                          |
| 2003                       | 5                          | 0                          |
| 2004                       | 9                          | 0                          |
| 2005                       | 3                          | 0                          |
| 2006                       | 0                          | 0                          |
| 2007                       | 0                          | 0                          |
| 2008                       | 0                          | 0                          |
| 2009                       | 6                          | 0                          |
| 2010                       | 3                          | 0                          |
| Tổng cộng                  | 40                         | 0                          |